# Roger Loyer
Roger Loyer (Párizs, 1907. augusztus 5. – Boulogne-Billancourt, 1988. március 24.) francia autó- és motorversenyző.

## Pályafutása
Két futamgyőzelmet szerzett a gyorsaságimotoros-világbajnokságon. 1937-ben a 250 köbcentiméteres géposztály francia futamán lett első, egy évvel később pedig a 350 köbcentimétereseknél nyerte meg hazája versenyét.
1938 és 1953 között öt alkalommal állt rajthoz a Le Mans-i 24 órás viadalon. Roger az öt futam egyikén sem ért célba.
1954-ben részt vett a Formula–1-es világbajnokság argentin versenyén. A futamon mindössze tizenkilenc kört teljesített; technikai problémák miatt kiesett. Pályafutása alatt elindult több, a világbajnokság keretein kívül rendezett Formula–1-es versenyen is.

## Eredményei

### Le Mans-i 24 órás autóverseny
| Év   | Csapat                | Autó           | Csapattárs         | Helyezés | Kiesés oka  |
| ---- | --------------------- | -------------- | ------------------ | -------- | ----------- |
| 1938 | Georges Monneret      | Delahaye 135CS | Georges Monneret   | Kiesett  | Benzinpumpa |
| 1939 | Ecurie Walter Watney  | Delage D6-3L   | Armand Hug         | Kiesett  | Baleset     |
| 1950 | Automobiles Gordini   | Gordini T15S   | Jean Behra         | Kiesett  |             |
| 1952 | Automobiles Gordini   | Gordini T15S   | Charles de Clareur | Kiesett  | Kuplunghiba |
| 1953 | Capt. Marceau Crespin | Gordini T15S   | André Guelfi       | Kiesett  | Motorhiba   |

### Teljes Formula–1-es eredménylistája
(Táblázat értelmezése)

(Félkövér: pole-pozícióból indult; dőlt: leggyorsabb kört futott) 

| Év   | Csapat         | Modell          | Motor              | 1      | 2   | 3   | 4   | 5   | 6   | 7   | 8   | 9   | Helyezés | Pont |
| ---- | -------------- | --------------- | ------------------ | ------ | --- | --- | --- | --- | --- | --- | --- | --- | -------- | ---- |
| 1954 | Equipe Gordini | Gordini Type 16 | Gordini Straight-6 | ARG Ki | 500 | BEL | FRA | GBR | GER | SUI | ITA | ESP | -        | 0    |